# Sonny Rhodes
Pour les articles homonymes, voir Rhodes (homonymie).
Clarence Edward Smith, dit Sonny Rhodes, est un chanteur et guitariste de blues américain, né à Smithville, Texas, le 3 novembre 1940 et mort le 14 décembre 2021[source insuffisante].

## Biographie
Sonny Rhodes est un bluesman très ancré dans la tradition texano-californienne qu'il prolonge et modernise. Il apprend la guitare à l'âge de neuf ans, adore Chuck Willis (il porte un turban comme son idole), Bobby Bland, Junior Parker, T-Bone Walker et Percy Mayfield. Chanteur aux inflexions sensuelles, très bon compositeur (Cigarette Blues) et excellent guitariste, Rhodes devient le costumier-valet-chauffeur de Junior Parker. Il bénéficie grandement des conseils avisés de son patron et puise nombre d'idées chez les guitaristes de l'orchestre, Roy Gaines et Clarence Hollimon. Il enregistre un obscur 45 tours au Texas puis s'établit dans la baie de San Francisco. Il devient dans les années 60, une figure populaire du blues local. Il est initié à la steel-guitare par L.C. Robinson qui lui léguera d'ailleurs son instrument. Son ami, le pianiste J.J. Malone, alors arrangeur et producteur du label Galaxy lui fait graver une belle série de 45 tours sous son nom réel ou son pseudonyme. Ils sont réunis sur l'anthologie All night long they play the blues (Ace).
Pris en main par Tom Mazzolini, le créateur du « San Francisco Blues Festival », au début des années 70, Rhodes sort des petits clubs noirs et entreprend une tournée en Europe qui lui permet de graver l'excellent I don't want my blues colored bright (Black Magic) en compagnie de J.J. Malone. Il revient à plusieurs reprises en Europe. Il a enregistré plusieurs CD de valeur, notamment Disciple of the blues (Wild Dog) et Out of control (King Snake).

## Discographie
- 1985 - Just Blues
- 1991 - Disciple of the Blues (Wild Dog)
- 1994 - The Blues is my best friend
- 1996 - Won't rain in California
- 1996 - Out of Control (King Snake)
- 1997 - Sonny rhodes, live-in Europe
- 1997 - Don't Want My Blues Colored Bright (Amigo, Advent, Black Magic)
- 1997 - Born to be blue
- 1999 - Blue Diamond
- 2001 - Good day to play the blues
- 2004 - Texas Fender Bender Great Planet
- Anthologie - All night long they play the blues (Ace)